# 剁椒

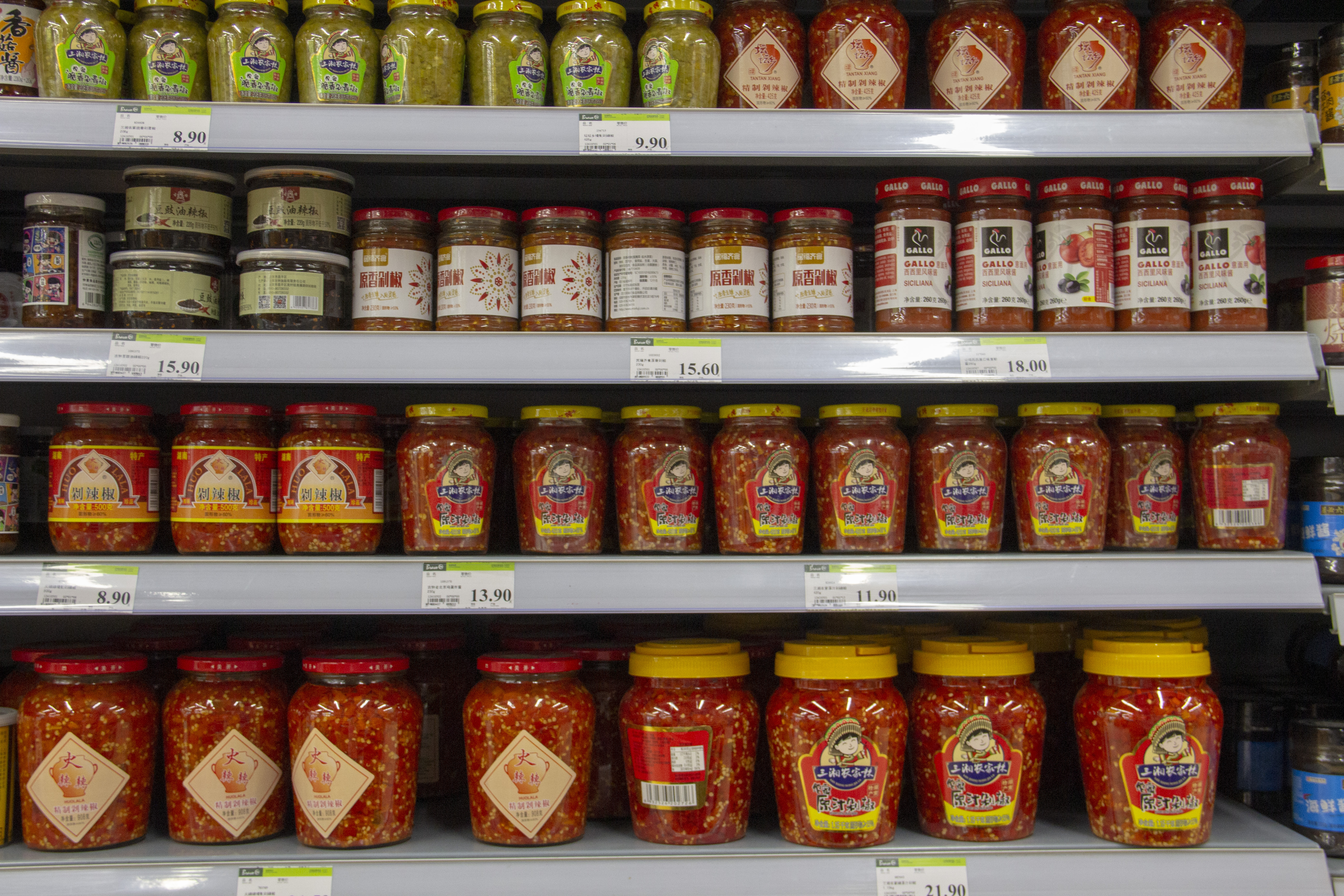
货架上的剁椒

剁椒是一种辣椒制品，主要流行于中国湖南、湖北、四川等地。

## 简介
将辣椒剁碎后加入盐和其它配料，密封后经发酵和腌制即可制成剁椒。剁椒可直接佐餐食用，也可用于烹饪剁椒鱼头等菜品。